# Вагенборген
Вагенборген (нід. Wagenborgen, нід. вимова: [ˈʋaːɣə(m)ˌbɔrɣə(n)]) — село в нідерландській провінції Гронінген. Входить до складу муніципалітету Емсделта.
Його площа становить 1,32км², а населення станом на 2021 рік складало 1 685 осіб.
Перша згадка про населений пункт датується 1446-им роком.

## Галерея

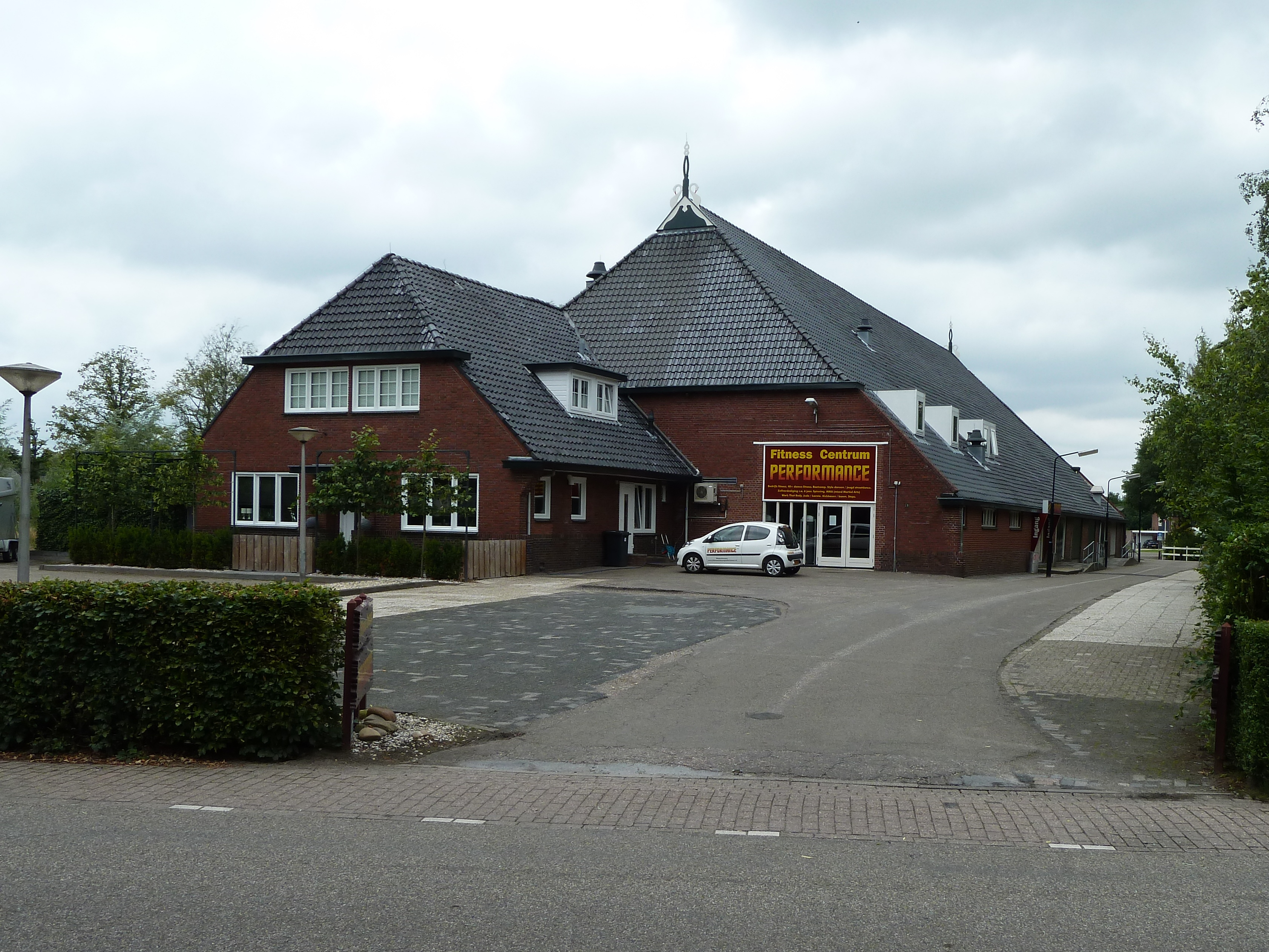
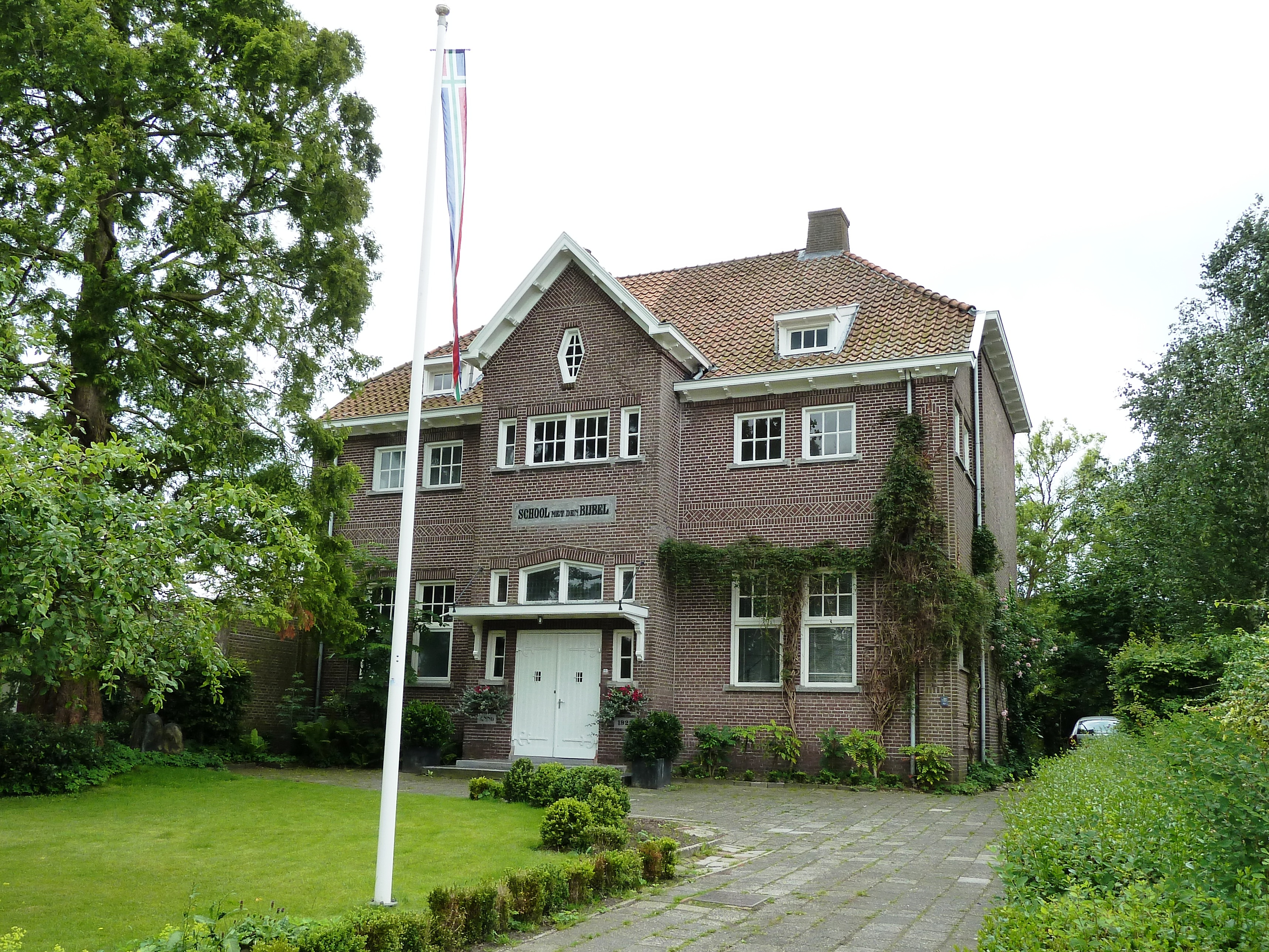
Будівля колишньої школи
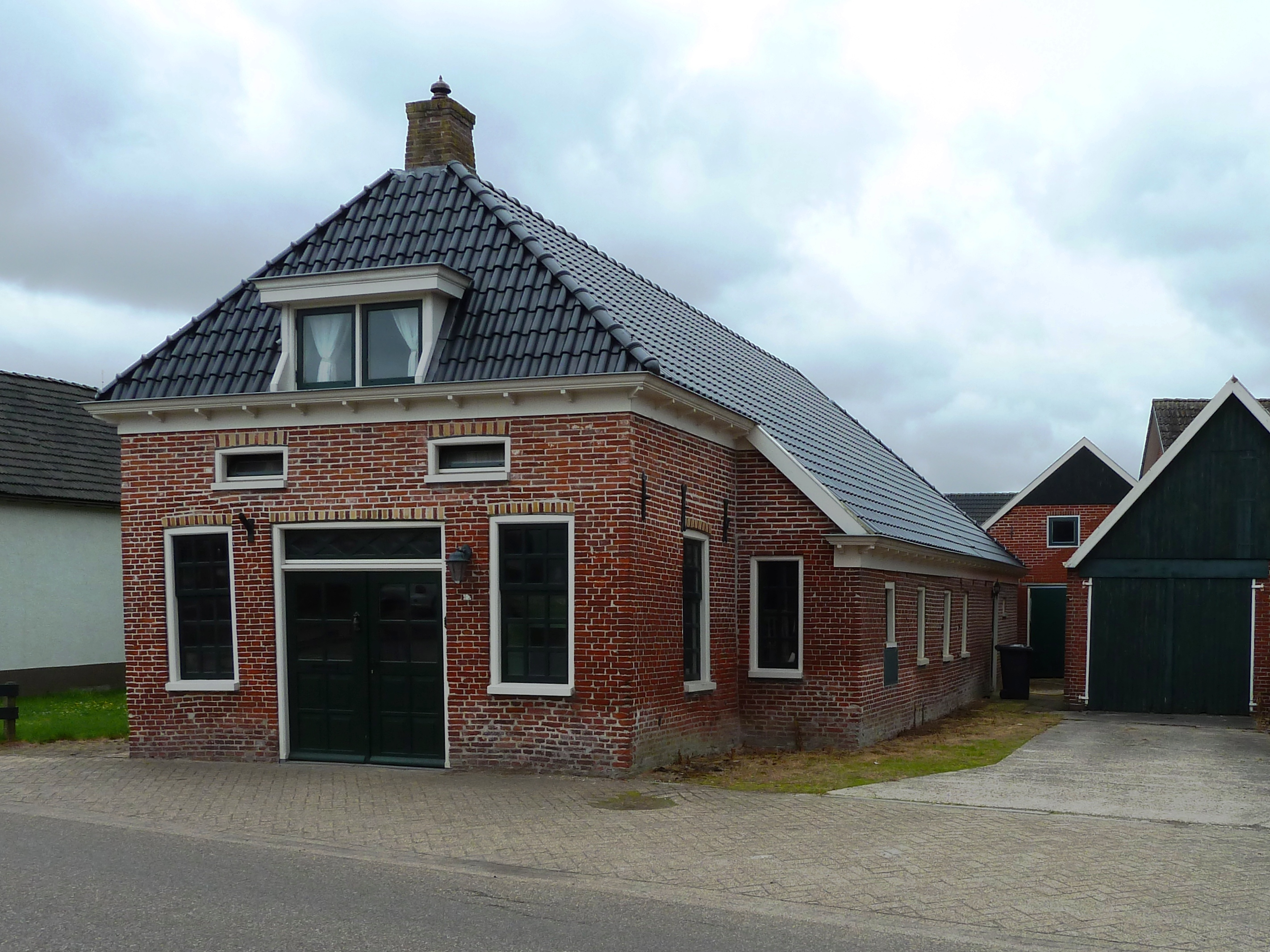
Сільський будинок
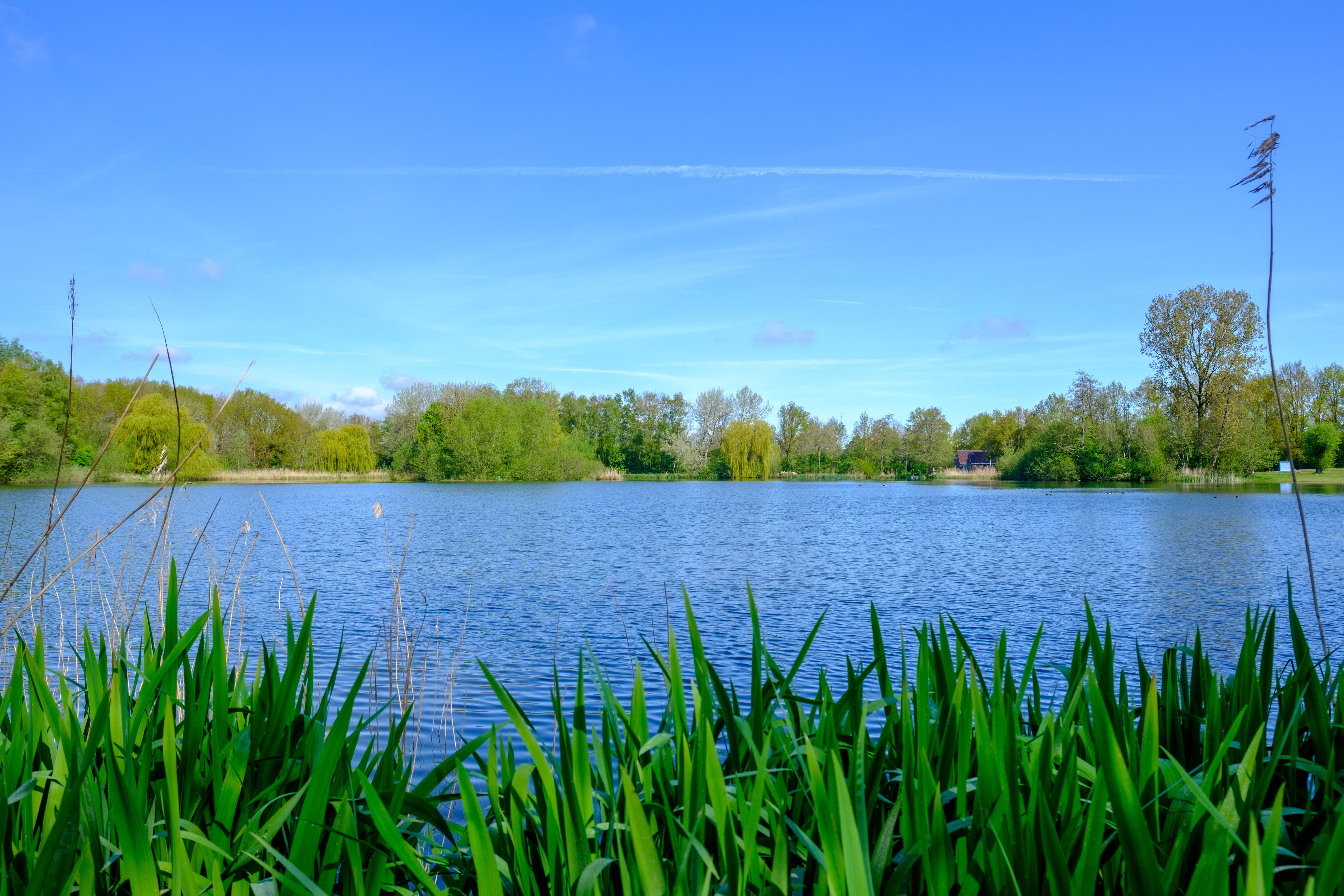